# Anna Azari

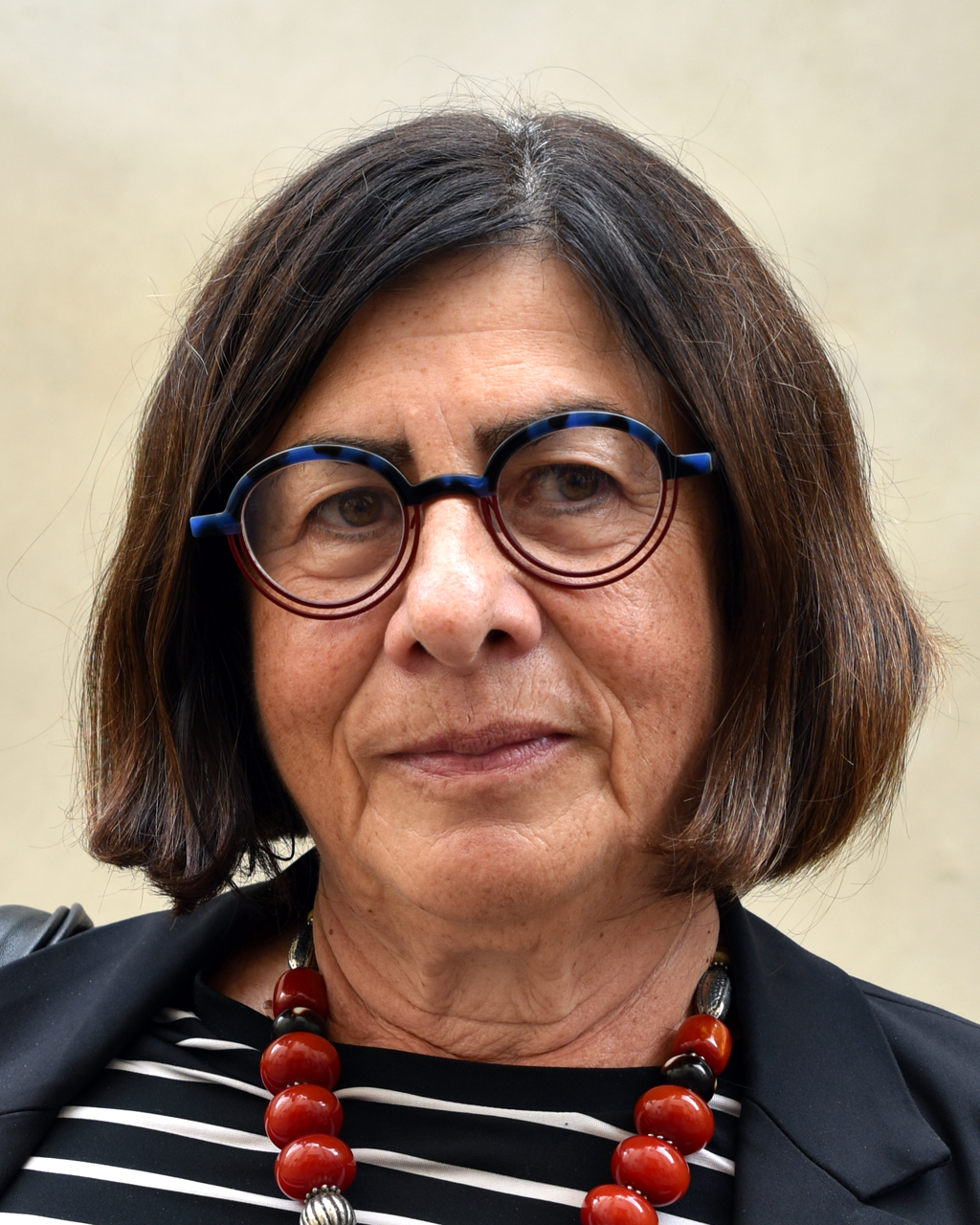
Anna Azari im Jahr 2023

Anna Azari (hebräisch אנה אזרי; * 1959 in Vilnius, Litauische Sowjetrepublik, Sowjetunion) ist eine israelische Diplomatin.

## Leben
1972 emigrierte Azari zusammen mit ihren Eltern nach Israel. Sie studierte an der Universität Haifa, wo sie einen Bachelor of Arts in Geschichte und Englischer Literatur erhielt, sowie einen Master in Politikwissenschaft. 1983 begann sie im diplomatischen Dienst des israelischen Außenministeriums zu arbeiten. Von 1989 bis 1992 war sie Konsulin in San Francisco. Nachdem sie von 1995 bis 1997 an der israelischen Botschaft in Moskau gearbeitet hatte, fungierte sie von 1999 bis 2003 als israelische Botschafterin in der Ukraine sowie als nicht-residierende Botschafterin für die Republik Moldau. Von 2006 bis 2010 war Azari israelische Botschafterin in der Russischen Föderation. Seit September 2014 ist sie israelische Botschafterin in der Republik Polen.
Azari ist verheiratet und hat zwei Kinder.